# Esculaapslang
De esculaapslang (Zamenis longissimus) is een niet-giftige slang uit de familie toornslangachtigen en de onderfamilie Colubrinae.

## Naam en indeling
De wetenschappelijke naam van de soort werd voor het eerst voorgesteld door Josephus Nicolaus Laurenti in 1768. Oorspronkelijk werd de wetenschappelijke naam Natrix longissima gebruikt. De wetenschappelijke soortnaam werd daarom lange tijd als Zamenis longissima geschreven maar Zamenis is mannelijk. Omdat de slang ook al eens tot de geslachten Elaphe, Natrix en Coluber werd gerekend, is de literatuur niet altijd eenduidig over deze soort.
De esculaapslang is vernoemd naar de staf van Asklepios, de esculaap (het teken van een slang die zich om een stok windt) is hiervan afgeleid en is het symbool van de geneeskunde. De soortaanduiding longissimus komt uit het Latijn en betekent 'langste'.

## Uiterlijke kenmerken
De maximale lengte is ongeveer 2 m, waarmee het een wat langere soort is in Europa. In het veld zijn de meeste exemplaren tussen 1,2 en 1,4 meter. De kleur is meestal donkergroen tot olijfgroen aan de bovenzijde en een beige tot gele buik. De buikschubben zijn grover om beter over bomen en takken te kunnen klimmen. Over de hele lengte zitten hier en daar witte puntjes op de schubben, vooral bij de flanken en soms in een patroon op de rug, en soms heeft de hals een lichte band. Juvenielen zijn lichtbruin met een zwarte luipaardtekening.

## Levenswijze
Het voedsel bestaat uit kleine zoogdieren en vogels, die eerst gewurgd worden en dan pas opgegeten. De esculaapslang is een van de slangensoorten die regelmatig in gevangenschap wordt gehouden. De esculaapslang is een uitstekende klimmer die ook wel op de bodem jaagt. Verder kan hij goed zwemmen. Het dier pleegt een winterslaap van vijf à zes maanden te houden.

## Verspreiding en habitat

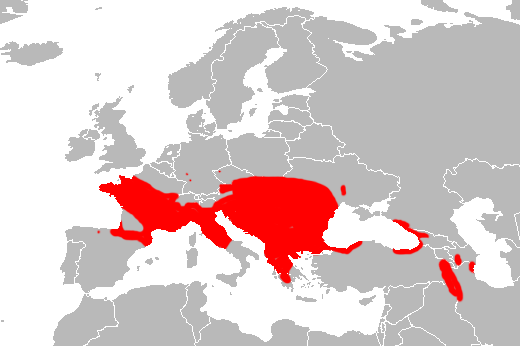
Verspreidingsgebied in het rood.

De esculaapslang leeft van nature in grote delen van Europa met uitzondering van Spanje, de Benelux en in landen in noordelijk Europa. Verder komt de esculaapslang voor in Iran en Turkije en ook op geïsoleerde plaatsen in Duitsland, maar daar is de soort uitgezet. In Duitsland komt de esculaapslang van nature voor in het kuuroord Schlangenbad, dat een gekroonde esculaapslang in zijn wapenschild voert. De dichtstbijzijnde populatie is te vinden in Frankrijk, grofweg zuidelijk van Parijs. De slang is niet kieskeurig qua biotoop; droog of vochtig, als het maar niet extreem wordt, zo is hij in zowel bossen als graslanden te vinden. Er dient wel enige vegetatie aanwezig te zijn om zich te kunnen verschuilen en om in te jagen.
De esculaapslang komt als exoot voor in Londen in Regent's Park. Deze populatie is in de jaren tachtig uitgezet.
De habitat bestaat uit gematigde bossen, scrublands en graslanden. De soort is aangetroffen op een hoogte van ongeveer zestig tot 2000 meter boven zeeniveau.

### Beschermingsstatus
Door de internationale natuurbeschermingsorganisatie IUCN is de beschermingsstatus 'veilig' toegewezen (Least Concern of LC).